# Ponthoile
Ponthoile (picardisch: Pontoéle) ist eine nordfranzösische Gemeinde mit 584 Einwohnern (Stand 1. Januar 2022) im Département Somme in der Region Hauts-de-France. Die Gemeinde liegt im Arrondissement Abbeville und ist Teil der Communauté de communes Ponthieu-Marquenterre und des Kantons Abbeville-1.

## Geographie
Die an das Ästuar der Somme angrenzende Gemeinde liegt, im Süden vom Flüsschen Dien begrenzt, mit ihren Weilern Morlay, Le Hamel, Romaine, Romiotte  und Bonnelle größtenteils in den Ausläufern der Küstenebene des Marquenterre. Das Gemeindegebiet liegt im Regionalen Naturpark Baie de Somme Picardie Maritime. Durch die Gemeinde verlaufen die Bahnstrecke von Abbeville nach Boulogne-sur-Mer und die Meterbahnstrecke von Noyelles-sur-Mer nach Le Crotoy mit einem Haltepunkt in Morlay, die als Chemin de Fer de la Baie de Somme als touristische und Museumseisenbahn betrieben wird. Die Autoroute A16 verläuft knapp außerhalb des Gemeindegebiets. Die Gemeinde liegt rund fünf Kilometer westlich von Nouvion.

## Geschichte
Ponthoile erhielt im Jahr 1201 von Graf Wilhelm IV. von Ponthieu einen Freiheitsbrief, der die Gemeindefreiheiten garantierte. Im Hundertjährigen Krieg brannten englische Truppen 1346 die Kirche nieder. Von Ponthoile nahm die 1918 eröffnete, aber nach Beendigung des Ersten Weltkriegs 1920 wieder abgebaute strategische Bahnstrecke nach Feuquières ihren Ausgang.

## Einwohner
| 1962 | 1968 | 1975 | 1982 | 1990 | 1999 | 2006 | 2011 |
| ---- | ---- | ---- | ---- | ---- | ---- | ---- | ---- |
| 629  | 599  | 537  | 509  | 502  | 547  | 596  | 617  |

## Sehenswürdigkeiten
- Kirche Saint-Pierre anstelle der alten Kirche, die 1836 abgebrochen wurde
- Nachbildung der Lourdesgrotte an der Straße nach Morlay.
- Denkmal für die Brüder Caudron zur Erinnerung an den Flug des Luftschiffs Romiotte I.